# Danja
Floyd Nathaniel Hills, bedre kendt som Danja (født 11. april 1982 i Virginia Beach), er en amerikansk Grammy-vindende musikproducer, komponist og sangskriver.

## Historie
Danja er født i Virginia Beach, Virginia, USA. I en ung alder lærte han at spille klaver og trommer. Under sin opvækst spillede han musik i kirken hvor han boede. I år 2001 fik han muligheden for at spille noget musik for produceren Timbaland, og to år senere fløj Timbaland ham til Miami for at arbejde i sit studie.